# آنا ستين
آنا ستين (بالإنجليزية: Anna Sten)‏ هي كاتبة سيناريو وممثلة أمريكية (وحملت سابقاً جنسية الاتحاد السوفيتي والإمبراطورية الروسية)، ولدت في 3 ديسمبر 1908 بكييف في أوكرانيا، وتوفيت في 12 نوفمبر 1993 بنيويورك في الولايات المتحدة. بدأت مشوارها المهني سنة 1926.

## أعمال

### أفلام
- (1940) اليهودي الأبدي
- (1955) جندي الحظ

## وصلات خارجية
- آنا ستين على موقع IMDb (الإنجليزية)
- آنا ستين على موقع ألو سيني (الفرنسية)
- آنا ستين على موقع أول موفي (الإنجليزية)
- آنا ستين على موقع قاعدة بيانات الأفلام السويدية (السويدية)
- آنا ستين على موقع إن إن دي بي (الإنجليزية)
- آنا ستين على موقع قاعدة بيانات الفيلم (الإنجليزية)
- آنا ستين على موقع كينوبويسك (الروسية)